# Katherine MacDonald

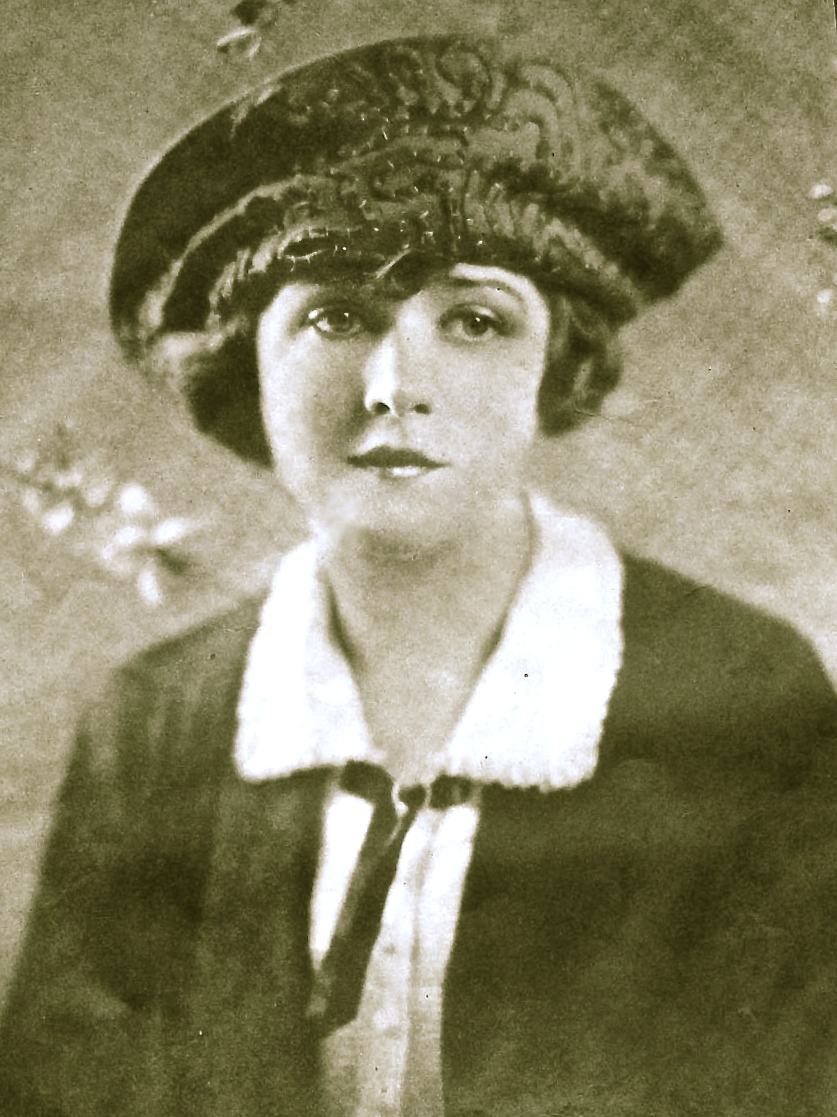
Katherine MacDonald (1922)

Katherine MacDonald (Pittsburgh, Pensilvânia, 14 de dezembro de 1891 – Santa Bárbara, Califórnia, 4 de junho de 1956) foi uma produtora e atriz norte-americana. Ela nasceu Katherine Agnew MacDonald, e apelidada de "The American Beauty", durante a era do cinema mudo.

## Filmografia selecionada

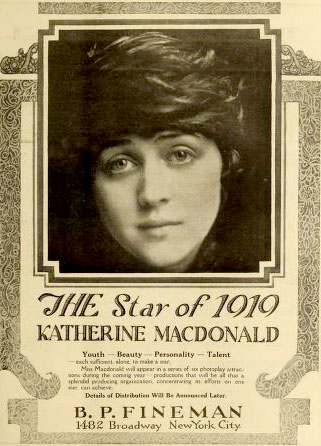
Katherine MacDonald em 1919

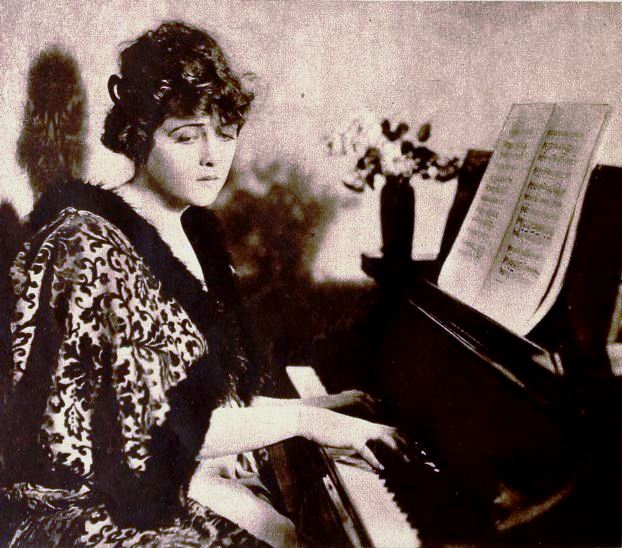
Katherine MacDonald (outubro de 1919)

- The Spirit of '17 (1918)
- Headin' South (1918)
- Mr. Fix-It (1918)
- His Own Home Town (1918)
- Shark Monroe (1918)
- Riddle Gawne (1918)
- Battling Jane (1918)
- The Squaw Man (1918)
- Speedy Meade (1919)
- The Woman Thou Gavest Me (1919)
- High Pockets (1919)
- The Thunderbolt (1919)
- The Beauty Market (1919)
- The Turning Point (1920)
- Passion's Playground (1920)
- Notorious Miss Lisle (1920)
- Curtain (1920)
- My Lady's Latchkey (1921)
- Stranger Than Fiction (1921)
- Her Social Value (1921)
- The Beautiful Liar (1921)
- The Woman's Side (1922)
- The Infidel (1922)
- Domestic Relations (1922)
- Heroes and Husbands (1922)
- White Shoulders (1922)
- The Woman Conquers (1922)
- Money! Money! Money! (1923)
- Refuge (1923)
- The Lonely Road (1923)
- The Scarlet Lily (1923)
- Chastity (1923)
- Trust Your Wife (1924)
- The Unnamed Woman (1925)
- Old Loves and New (1926)